# Buddhizmussal kapcsolatos könyvek listája
Ez a szócikk a buddhizmussal kapcsolatos könyveket sorolja fel.

## Magyar nyelvű könyvek

### Buddhista iratok magyarul
- A létesülés gyökere – A Mulapariyaya Sutta szövege és kommentárjai. Budapest, Orient Press, 1996, angolból ford.: Pressing Lajos (Bhikkhu Bodhi)
- Brahmajala Sutta – A nézetek mindent felölelő hálója. Budapest, Orient Press, 1993, angolból ford.: Pressing Lajos (Bhikkhu Bodhi 1989 [19] magyar ford.)
- Buddha beszédei. Válogatta, páliból fordította, a jegyzeteket és az utószót írta: Vekerdi József. Budapest, Prométheusz Könyvek, Helikon, 1989 (részleteket tartalmaz a Maddzshima-nikájából)
- Buddha Dharma Sangha. Angolból ford: Dr. Hetényi Ernő. Budapest, Anno, 1994
- A buddhizmus alaptanításai. India bölcsessége. Budapest, A Tan Kapuja Buddhista Főiskola (TKBF)-Gandhi Alapítvány (GA), 1994, 6. fejezet, 202-224. o., páliból ford: Fórizs László
- Dhammapada – Az erény útja. Páliból ford: Fórizs László. Budapest, Farkas Lőrinc Imre, 1994
- Gyémánt áttörés – A Gyémántvágó szútra és magyarázatai. Ford: Agócs Tamás. Budapest, A Tan Kapuja Buddhista Főiskola (TKBF), 2000
- Az éberség alapzatairól szóló nagy tanítóbeszéd (Maha-Satipatthana-Sutta), Budapest, Orient Press, 1994, 115-133. o., angolból ford: Pressing Lajos (Nyanaponika Thera [4-5.] magyar ford)
- Lankávara szútra (részlet). Tibeti Buddhista Filozófia. Szerk: Fehér Judit. Budapest, Történelem és kultúra 11, Orientalisztikai Munkaközösség – Balassi Kiadó, 1994, 59-76. o., kinaiból ford: Hamar Imre
- Lótusz szútra. A bevezető tanulmányt írta, angolból és németből, a szanszkrit szöveg felhasználásával ford., magyarázatokkal ellátta: Porosz Tibor. Budapest, Farkas Lőrinc Imre, 1995 (A Lótusz szútra részleges fordítása)
- A mahájána nagy eszméi. India bölcsessége. Budapest, TKBF – Gandi Alapítvány, 1994, 8. fejezet, 237-256. o.
- A vallomás szavai – A korai buddhizmus szerzetesei szabályzata (a prátimóksa). Angolból ford: Farkas László. Budapest, TKBF, 1994

### A buddhizmus szellemi háttere
- A szent fonál – A hinduizmus folytonossága és változatossága. John L. Brockington, ford.: Gáthy Vera. Budapest, General Press, 1994
- Héjjas István: Ókori indiai bölcselet. Budapest, Orient Press, 1994
- India bölcsessége. Szerk: Tnigl-Takács László. Budapest, TKBF-GA, 1994
- A Magasztos szózata – Bhagavad-Gítá. Szanszkritból ford: Lakatos István és Vekerdi József. Budapest, Európa, 1987
- Rirvéda-Teremtéshimnuszok. ford: Fórizs László. Budapest. Farkas Lőrinc Imre, 1995
- Titkos tanítások – Válogatás az upanisadokból. ford: Vekerdi József. Budapest, Prométheusz Könyvek, Helikon, 1987
- Upanisadok. ford: Tenigl-Takács László. Bp, Damaru Könyvkiadó, 2013

### Összefoglaló és ismertető jellegű
- Buddhista lexikon; szakszerk. Hetényi Ernő; Trivium, Budapest, 1997
- Porosz Tibor: A buddhista filozófia kialakulása és fejlődése a théraváda irányzatban; A Tan Kapuja Buddhista Főiskola, Budapest, 2000
- Lángra lobbant a szikra. Emlékkönyv a buddhizmus magyarországi meghonosítóiról; szerk. Kalmár Csaba; A Tan Kapuja Buddhista Egyház, Budapest, 2004
- Porosz Tibor: A buddhizmus lexikona. A Buddha tanítása és a théraváda irányzat szakszavai; 2. jav., bőv. kiad.; A Tan Kapuja Buddhista Egyház, Budapest, 2018

## Idegen nyelvű könyvek

### Általános, összefoglaló jellegű művek
- Batchelor, Stephen.: Buddhism Without Beliefs : A Contemporary Guide to Awakening. New York : Riverhead Books, 1997
- Bechert, Heinz & Richard Gombrich (szerk.) (1984). The World of Buddhism, Thames & Hudson
- Beyer, S.: The Buddhist Experience: Sources and Interpretations. Encino, California, 1974
- Bodhi leaves. Nos. 1 – 40. [2. kiadás]. Buddhist Publication Society, [1968]
- Burnett, David: The Spirit of Buddhism , Crowborough, East Sussex : Monarch, c1996
- Buswell, Robert E. (szerk.). Encyclopedia of Buddhism. MacMillan Reference Books (2003). ISBN 978-0-02-865718-9
- Clifford, Terry: Tibetan Buddhist Medicine and Psychiatry : The Diamond Healing; előszó: 14. Dalai Lama, York Beach, Me. : S. Weiser, 1984
- Conze, E.: Buddhist Scriptures. Harmondsworth, 1959
- Conze, E.: Buddhist Texts Through the Ages. New York, 1964
- Conze, Edward: A Short History of Buddhism, Unwin, London, 1980
- De Bary, William Theodore: The Buddhist Tradition in India, China and Japan, New York : Vintage Books, 1972
- Della Santina, Peter: Fundamentals of Buddhism. Taiwan : Corporate Body of the Buddha Educational Foundation, 1984
- Della Santina, Peter: The Tree of Enlightenment : An Introduction to the Major Traditions of Buddhism, Tajvan : Chico Dharma Study Foundation, 1997
- De Silva, Padmasiri: An Introduction to Buddhist Psychology, London, Macmillan, 1979
- Dhammananda, K. Sri: What Buddhists Believe, 5. kiadás, Taipei : Buddha Educational Foundation, 1993
- Dhammananda, K. Sri: Treasure of the Dhamma, Taipei, Taiwan : The Corporate Body of the Buddha Educational Foundation, [1996], c1994
- Dharma Gaia: A Harvest of Essays in Buddhism and Ecology, Berkeley, Calif. : Parallax Press, 1990
- Donden, Dr Yeshi: Health Through Balance : An Introduction to Tibetan Medicine, New York.: Snow Lion, 1986
- Dzongsar Jamyang Khyentse (2011). „What Makes You Not a Buddhist”, Kiadó: Shambhala, Kindle Edition.
- M. Eliade. The Encyclopaedia of Religion (1987)
- Fisher, Robert E.: Buddhist Art and Architecture, London : Thames and Hudson, c1993
- Gethin, Rupert. Foundations of Buddhism. Oxford University Press (1998). ISBN 0-19-289223-1
- Gombrich, Richard Francis: How Buddhism Began : The Conditioned Genesis of the Early Teachings, London ; Atlantic Highlands, N.J. : Athlone Press, 1996
- Gunaratana, Henepola. Ven: The Path of Serenity and Insight : An Explanation of the Buddhist Jhanas, Delhi : Motilal Banarsidass, 1985
- Gunaratana, Henepola Venerable: Mindfulness in Plain English, Boston : Wisdom Publications, 1992
- Gunaratana, Henepola Venerable: Eight Mindful Steps to Happiness : Walking the Path of the Buddha, Boston : Wisdom Publications, 2001
- Gyatso, Geshe Kelsang. Introduction to Buddhism: An Explanation of the Buddhist Way of Life, Tharpa Publications (2. kiadás, 2001, US szerk. 2008) ISBN 978-0-9789067-7-1
- Hale, Julian Anthony Stuart: Buddha for Beginners [hangfelvétel], Duxford, Cambridge : Icon Books, 1997
- Harris, Elizabeth J.: What Buddhists Believe, Oxford, England ; Boston, MA : Oneworld Publications, c1998
- Harvey, Peter. An Introduction to Buddhism: Teachings, History and Practices. Cambridge University Press (1990). ISBN 0-521-31333-3
- Harvey, Peter (Brian Peter): An Introduction to Buddhist Ethics : Foundations, Values, and Issues, Cambridge, UK ; New York, NY : Cambridge University Press, 2000
- J. Hastings. Encyclopaedia of Religion and Ethics (1908)
- Hawkins, Bradley K.. The Pocket Idiots Guide: Buddhism. Laurence King (Penguin, Alpha) (1999). ISBN 0-02-864459-X
- Hershock, Peter D.: Reinventing the Wheel : A Buddhist Response to the Information Age, Albany, N.Y. : State University of New York Press, c1999
- Howley, Adrienne: The Naked Buddha Speaks : Your Questions About Buddhism Answered, Milsons Point, N.S.W. : Bantam, 2002
- Humphreys, Christmas: A Popular Dictionary of Buddhism, Lincolnwood, Ill. : NTC Pub. Group, 1997
- Jong, J.W. de. The Beginnings of Buddhism (1993)
- Kausalyayana, Ananda, Bhadanta: An Intelligent Man's Guide to Buddhism, Kausalyayan. 2nd ed. Nagpur : Buddha Bhoomi Prakashan, 1992
- Keown, Damien (2000). „Buddhism: A Very Short Introduction”, Kiadó: Oxford University Press, Kindle Edition.
- Keown, Damien és Charles S Prebish (szerk.). Encyclopedia of Buddhism. London: Routledge (2004). ISBN 978-0-415-31414-5
- Khema, Ayya: Being Nobody, Going Nowhere, London : Wisdom Publications, 1987
- Kitagawa, Joseph Mitsuo, és Mark D. Cummings: Buddhism and Asian History, Macmillan, New York, 1989
- Kohn, Michael H. (ford.). The Shambhala Dictionary of Buddhism and Zen. Shambhala (1991). ISBN 0-87773-520-4
- Kornfield, Jack: Living Dharma : Teachings of Twelve Buddhist Masters, – először Shambala – Boston, Mass. : Shambhala, 1996
- Liu, Xinru: Ancient India and Ancient China : Trade and Religious Exchanges, AD 1-600, Delhi ; New York : Oxford University Press, 1988
- Lopez, Donald S.. Buddhism in Practice. Princeton University Press (1995). ISBN 0-691-04442-2
- Lopez, Donald S.: Buddhism, London : Allen Lane, 2001
- Lopez, Donald S. (2001). „The Story of Buddhism”, Kiadó: HarperCollins.
- Mackenzie, Vicki: Why Buddhism? : Westerners in Search of Wisdom, St. Leonards, N.S.W. : Allen & Unwin, 2001
- G. P. Malalasekara. Encyclopaedia of Buddhism (1961-)
- Maurice, David: What the Buddha Really Taught, Sydney : Elizabethan Press, 1980
- Mills, Laurence-Khantipalo: Buddhism Explained : an introduction to the teachings of Lord Buddha, with reference to the belief in and the practice of those teachings and their realization, Taipei, Taiwan : The Corporate Body of the Buddha Educational Foundation, [1996]
- Mitchell, Donald W. (Donald William): Buddhism : Introducing the Buddhist Experience, New York : Oxford University Press, 2002
- Morgan, Kenneth W. (ed), The Path of the Buddha: Buddhism Interpreted by Buddhists, Ronald Press, New York, 1956; reprinted by Motilal Banarsidass, Delhi; distributed by Wisdom Books
- Narada, Maha Thera: The Buddha and His Teachings, Singapore : Singapore Buddhist Meditation Centre, [198-?]
- Norman, K.R.. A Philological Approach to Buddhism. The Bukkyo Dendo Kybkai Lectures 1994. School ofOriental and African Studies (University of London) (1997)
- Nyanatiloka: Buddhist Dictionary; Manual of Buddhist Terms and Doctrines, Colombo, Frewin, 1950
- Pannapadipo, Phra Peter: Phra Farang : An English monk in Thailand, Bangkok.: Post Books, 1997
- Pauling, Chris: Introducing Buddhism, 3. kiadás, Birmingham : Windhorse Publications, 1997
- Phangcham, C.: Buddhism for Young Students, 2. kiadás, Warren, MI : Wat Dhammaram Sundy School, c1993
- Pio, Edwina: Buddhist Psychology : A Modern Perspective, New Delhi : Abhinav Publications, c1988
- Piyadassi, Thera: The Spectrum of Buddhism : Writings of Piyadassi, Bhikkhu Bodhi. Staten Island, N.Y. : J. de Silva, 1991
- Piyadassi, Thera: The Buddha's Ancient Path, Kandy, Sri Lanka : Buddhist Publication Society, 1974, c1964
- Piyananda, Bhante Walpola: Saffron Days in LA : Tales of a Buddhist Monk in America, Boston.: Shambhala, 2001
- Prebish, Charles S.: Buddhism: A Modern Perspective, Pennsylvania State University, University Park, PA, 1975
- Prebish, Charles S.: The A to Z of Buddhism, Lanham, Md. : Scarecrow Press, 2001
- C. Prebish. Historical Dictionary of Buddhism (1993)
- Randall, Richard: Life as a Siamese Monk, Bradford (Anglia).: Aukana Pub, 1990
- Reat, N. Ross: Buddhism : A History, Berkeley, Calif. : Asian Humanities Press, c1994
- Renard, John: Responses to 101 Questions on Buddhism, Mahwah, New Jersey.: Paulist Press, 1999
- Reynolds, Frank E., et al.: Guide to Buddhist Religion, G. K. Hall, Boston, 1981
- Robinson, Richard H.: The Buddhist Religion : A Historical Introduction, Belmont, Calif. : Wadsworth Pub. Co., 1996, c1997
- Roscoe, Gerald: The Triple Gem : An Introduction to Buddhism, Chiang Mai : Silkworm Books, 1994
- The Seeker's Glossary: Buddhism, [2. kiadás] New York : Sutra Translation, 1998
- Sengupta, Sudha: Buddhism in the Classical Age (c. 400-750 A.D.), Delhi : Sundeep Prakashan, 1985
- Skilton, Andrew. A Concise History of Buddhism. Windhorse Publications (1997). ISBN 0-904766-92-6
- Smith, Huston. Buddhism: A Concise Introduction. HarperSanFrancisco (2003). ISBN 978-0-06-073067-3
- Snelling, John: The Buddhist Handbook : A Complete Guide to Buddhist Teaching, Practice, History, and Schools, London : Century, 1987
- Snelling, John: Way of Buddhism, London.: Thorsons, 2001
- Sumangalo, Venerable: Buddhist Sunday School Lessons, Penang, Malaya.: Penang Buddhist Association, 1958
- Sumano, Bhikkhu: Buddhist Thought and Meditation in the Nuclear Age, Nantaburi, Thailand : Wat Chulaprathan Rangsrit ; Bangkok, Distributed by Mahachulalongkorn Buddhist University, 1987
- Sumano, Bhikkhu: Questions from the City : Answers from the Forest, Wheaton, Illinois.: Quest Books, 1999
- Tate, Ajahn: The Autobiography of a Forest Monk, 12. kiadás, Nongkhai, Thailand : Wat Hin Mark Peng, 1993
- Tenzin Palmo: Reflections on a Mountain Lake : A Western Nun Talks on Practical Buddhism, Crows Nest, N.S.W. : Allen & Unwin, 2002
- Thanissaro Bhikkhu. Refuge: An Introduction to the Buddha, Dhamma, & Sangha (3rd szerk., rev.) (2001)
- Thaye, Lama Jampa: Thorsons Way of Tibetan Buddhism, London.: Thorsons, 2001
- Van Gorkom, Nina: Buddhism in Daily Life, Bangkok, Thailand : Dhamma Study and Propagation Foundation, 1988
- Williams, Paul (szerk.) (2005). Buddhism: Critical Concepts in Religious Studies, 8 volumes, Routledge, London & New York.
- Williams, Paul with Anthony Tribe (2000). Buddhist Thought (London: Routledge). ISBN 0-415-20701-0. – "Google Books"
- The World of Buddhism: Buddhist Monks and Nuns in Society and Culture, London : Thames and Hudson, 1984

## Történelmi
- Gombrich, Richard F.. How Buddhism Began. Munshiram Manoharlal (1997)
- Through the Jade Gate to Rome: A Study of the Silk Routes during the Later Han Dynasty, 1st to 2nd Centuries CE. BookSurge, Charleston, South Carolina (2009). ISBN 978-1-4392-2134-1
- Ranjini. Jewels of the Doctrine. Sri Satguru Publications. ISBN 0-7914-0490-0
- Robinson, Richard H. és Willard L. Johnson. The Buddhist Religion: A Historical Introduction. Belmont, California: Wadsworth Publishing (1970). ISBN 0-534-01027-X

### India
- Bronkhorst, Johannes. The Two Traditions Of Meditation In Ancient India. Motilal Banarsidass Publ. (1993)
- Conze, Edward, Buddhism: Its Essence and Development, Cassirer, Oxford, 1951; Harper and Row reprint, New York, 1975
- Conze, Edward, Buddhist Thought in India, Unwin, London, 1962; University of Michigan Press, Ann Arbor, 1967
- de Give, Bernard. Les rapports de l'Inde et de l'Occident des origines au règne d'Asoka. Les Indes savants (2006). ISBN 2-84654-036-5
- Donath, Dorothy C.. Buddhism for the West: Theravāda, Mahāyāna and Vajrayāna; a comprehensive review of Buddhist history, philosophy, and teachings from the time of the Buddha to the present day. Julian Press (1971). ISBN 0-07-017533-0
- Dutt, Sukumar, Buddhist Monks and Monasteries of India, Unwin, London, 1962
- Lamotte, Étienne, History of Indian Buddhism : from Sakyamuni to Early Mahayana.- New Delhi.: Motilal Banarsidass, 1993
- Ling, Treavor Oswald, Buddhist Revival in India: Aspects of the Sociology of Buddhism, St. Martin's, New York, 1980
- Ling, Treavor Oswald, The Buddha: Buddhist Civilization in India and Ceylon, Temple Smith, London, 1973
- Nakamura, Hajime, Indian Buddhism: A Survey with Bibliographical Notes, Hirakata, Japan, 1980; Motilal, Delhi, 1987
- Davidson, Ronald M.. Indian Esoteric Buddhism: A Social History of the Tantric Movement. New York: Columbia University Press (2003). ISBN 0-231-12619-0
- Sarao, K. T. S: The Origin and Nature of Ancient Indian Buddhism, Delhi, India : Eastern Book Linkers, 1989
- Sinha, H.P.. Bhāratīya Darshan kī rūprekhā (Features of Indian Philosophy). Motilal Banarasidas Publ. (1993). ISBN 81-208-2144-0
- Taranatha: History of Buddhism in India, Delhi : Banarsidass, 1990
- Warder, A.K.. Indian Buddhism. Motilal Banarsidass Publishers (2000)

### Kasmír
- Bamzai, Prithivi Nath Kaul, A History of Kashmir – Political, Social, Cultural – From the Earliest Times to the Present Day, Metropolitan, Delhi, 1962
- Dutt, Nalinaksha, Buddhism in Kashmir, Eastern Book Linkers, Delhi, 1985
- Ganhar, J.N., Buddhism in Kashmir and Ladakh, Munshiram Manoharlal, New Delhi, 1956
- Khosla, Sarla, History of Buddhism in Kashmir, Sagar, New Delhi, 1972
- Ray, Sunil Chandra, Early History and Culture of Kashmir, Munshiram Manoharlal, New Delhi, 1969, 2nd revised ed.,1970

### Gautama Buddha
- Armstrong, Karen. Buddha. Penguin Books, 187. o. (2001). ISBN 0-14-303436-7
- Bronkhorst, Johannes. Did the Buddha Believe in Karma and Rebirth? (1998)
- Carrithers, Michael: The Buddha, Oxford [Oxfordshire] ; New York : Oxford University Press, 1983
- Corless, Roger: The Vision of Buddhism : The Space Under the Tree, New York : Paragon House, 1989
- Cousins, L. S. (1996). „The Dating of the Historical Buddha: A Review Article”. Journal of the Royal Asiatic Society Series 3 (6.1), 57–63. o. [2010. december 24-i dátummal az eredetiből archiválva]. DOI:10.1017/S1356186300014760. (Hozzáférés: 2015. március 11.)
- Foucher, A. (Alfred): The Life of the Buddha, According to the Ancient Texts and Monuments of India, Westport, Conn., Greenwood Press [1972, c1963]
- Nanamoli: The Life of the Buddha According to the Pali Canon, Buddhist Publication Society, Kandy, Sri Lanka, 1972
- Nelson, Walter Henry: Gautama Buddha : His Life and His Teaching, London : Luzac Oriental, 1996
- Pye, Michael: The Buddha, Duckworth, London, 1979
- Saddhatissa, Hammalawa: The Life of the Buddha, Harper and Row, New York, 1976
- Schuman, Hans Wolfgang: The Historical Buddha, Penguin, London, 1989 1st German ed., Koln, 1982)
- Wiltshire, Martin Gerald: Ascetic Figures Before and in Early Buddhism : the Emergence of Gautama as the Buddha, Berlin ; New York : Mouton de Gruyter, 1990

#### Gautama Buddha tanításai
- Ambedkar, Bhimrao Ramji: The Buddha and His Dhamma, Bombay : Siddharth Pub., 1974
- Conze, Edward, Buddhism: Its Essence and Development, Cassirer, Oxford 1951; Harper and Row reprint, New York, 1975
- Conze, Edward, Buddhist Thought in India, Unwin, London, 1962; University of Michigan Press, Ann Arbor, 1967
- Dhammananda, K. Sri: Treasure of the Dhamma, Taipei, Taiwan : The Corporate Body of the Buddha Educational Foundation, [1996], c1994
- Gombrich, Richard F., Theravada Buddhism: A Social History from Ancient Benares to Modern Colombo, Routledge, London, 1988
- Jayatilleke, K.N.: The Message of the Buddha, Unwin, London, 1974. Macmillan, New York, 1975
- Jack Kornfield with Gil Fronsdal: Teachings of the Buddha, Rev. and enl. ed.- Boston : Shambhala ; [New York], 1996
- Lama Surya Das (1997). „Awakening the Buddha Within”, Kiadó: Broadway Books, Kindle Edition.
- Lowenstein, Tom. The Vision of the Buddha. Duncan Baird Publishers (1996). ISBN 1-903296-91-9
- Maurice, David: What the Buddha Really Taught, Sydney : Elizabethan Press, 1980
- Mills, Laurence-Khantipalo: What is Buddhism : an introduction to the teachings of Lord Buddha with reference to the belief in and the practice of those teachings and their realization, Bangkok : Social Science Association Press of Thailand, 1965
- Narada: The Buddha and His Teachings, Vajirarama, Colombo, Sri Lanka, 1973
- Narada, Maha Thera: Buddhism in a Nutshell, Colombo, Sri Lanka : Narada, 1982
- Narada, Maha Thera: A Manual of Buddhism, 5. kiadás, Kuala Lumpur : Buddhist Missionary Society, 1971
- Nhat Hanh, Thich: The Heart of the Buddha's Teaching : transforming suffering into peace, joy and liberation : the four noble truths, the noble eightfold path and other basic Buddhist teachings, Berkeley, Calif. : Parallax Press, 1998
- Nyanaponika, Thera: The Heart of Buddhist Meditation : a handbook of mental training based on the Buddha's Way of mindfulness, 2. kiadás, Colombo : The Word of the Buddha Publishing Committee, 1956
- Oldenberg, Hermann: Buddha: His Life, His Doctrine, His Order, Delhi, Indological Book House, 1971
- Pande, Govind Chandra: Studies in the Origins of Buddhism, Motilal, Delhi, 1974
- Pandita Bivamsa, U: In This Very Life : the liberation teachings of the Buddha, Wisdom Publications, 1993
- Piyadassi: The Buddha's Ancient Path, Rider, London, 1964
- Rahula , Walpola Ven: What the Buddha Taught, Oxford, England, : Oneworld, [1997], c1959
- Saddhatissa, H.: The Buddha's Way, Unwin, London, 1971
- Schumann, Hans Wolfgang: Buddhism: An Outline of its Teachings and Scbools, Theosophical Publishing House, Wheaton, Ill., 1973 (Chapters I-II)
- Thich Nhat Hanh (1974). „The Heart of the Buddha's Teaching”, Kiadó: Broadway Books.
- Thomas, E. J. (Edward Joseph): The History of Buddhist Thought, 2. kiadás, London : Routledge & K. Paul, 1951
- Wijayaratna, Mohan, Buddhist Monastic Life, Cambridge University, Cambridge, 1990
- Williams, Paul, Mahayana Buddhism, Routledge, London, 1989

### Korai Szangha
- Dutt, Nalinaksha, Buddhist Sects in India, Motilal, Delhi, 1978
- Dutt, Nalinaksha, Early History of the Spread of Buddhism and the Buddhist Schools, Rajesh, Delhi, 1980 (1st ed.)
- Dutt, Nalinaksha, Early Monastic Buddhism, Mukhopadhyay, Calcutta, 1971; Oriental Book Agency, Calcutta
- Dutt, Sukumar, Buddhist Monks and Monasteries of India, Unwin, London, 1962 (Part I, pp. 19-97)
- Dutt, Sukumar, Early Buddhist Monachism, Munshiram Manoharial, Delhi, 1984, 1.
- Dutt, Sukumar, The Buddha and Five Centuries After, S. Samsad, Calcutta, 1978
- Frauwallner, Erich, The Earliest Vinaya and the Beginnings of Buddhist literature, Istituto Italiano per il Medio ed Estremo Oriente, Rome, 1956
- Hazra, Kanai Lal: Constitution of the Buddhist Sangha, Delhi : B.R. Pub. Co., 1988
- Oldenberg, Hermann, Buddha: His Life, His Doctrine, His Order, Indological Book House, Varanasi, 1971
- Rockhill, William Woodville: The Life of the Buddha and the Early History of His Order, Varanasi, Orientalia Indica [1972]
- Schmithausen, Lambert. On some Aspects of Descriptions or Theories of 'Liberating Insight' and 'Enlightenment' in Early Buddhism". In: Studien zum Jainismus und Buddhismus (Gedenkschrift für Ludwig Alsdorf), hrsg. von Klaus Bruhn und Albrecht Wezler, Wiesbaden 1981, 199-250 (1981)
- Vetter, Tilmann. The Ideas and Meditative Practices of Early Buddhism. BRILL (1988)
- Wijayaratna, Mohan, Buddhist Monastic Life, Cambridge University, Cambridge, 1990

### Buddhista iskolák
- Baneijee, A. C.: Sarvastivada Literature. Calcutta, 1957
- Bareau, André. 'Les Sectes bouddhiques du Petit Véhicule. Saigon: École Française d'Extrême-Orient (1955)
- Bechert, H.: "Studies on the Origin of Early Buddhist Schools. Their Language and Literature". Indology in India and Germany, Co-ordination and Co-operation. Szerk.: H. von Stietencorn. Tübingen, 1981
- Cousins, L.: "The 'Five Points' and the Origin of the Buddhist Schools". Buddhist Forum: Seminar Papers 1987-1988. Szerk.: T. Skorupski. London, 1990
- Frauwallner, E.: The Earliest Vinaya and the Beginnings of Buddhist Literature. Rome, 1956
- Gupta, R.: "The Buddhist Doctrine of Momentariness and its Presuppositions". JIP 5 (1977), 163-186. o.
- Jaini, P.S.: "The Sutrántika Theory of Bíja". BSOAS XXII (1959), 236-249. o.
- Khantipálo: The Wheel of Birth and Death. Wheel Series, no. 147-149. o., Kandy (évszám nélkül)
- Mitchell, D.W.: "Analysis in Theraváda Buddhism". Philosophy East and West (1971), 23-31. o.

### A Tripitaka

#### Vinaja-pitaka
- Horner, I.B.: The Book of the Discipline. 6. kötet. London (különböző évszámokkal)
- Prebish, C.: Buddhist Monastic Discipline: The Sanskrit Prátimoksa Sútras of the Mahásamghikas and Múlasarvástivádins. Pennsylvania, 1975
- Rhys Davids, T. W. – Oldenberg, H.: Vinaya Texts. Delhi, 1965 (csak a Patimokkha, a Mahávagga és a Csullavagga)

#### Szutta-pitaka

##### Dígha-nikája
- Rhys Davids, T. W. – Rhys Davids, C. A. F.: Dialogues of the Buddha. 3. kötet. London, 1899, 1910, 1921 (reprint)

##### Maddzshima-nikája
- Horner, I.B.: Middle Length Sayings. 3. kötet. London, 1954, 1957, 1959

##### Anguttara-nikája
- Thich Huyen-Vi: "L'Ekottarágama traduit de la chinoise par Thich Huyen-Vi". Buddhist Studies Review. 1. kötet, 1984-től folyamatosan (a 10. kötettől, 1993-tól angol fordításban)
- Woodward, F.L. – Hare E. M.: The Book of Gradual Sayings. 5. kötet. London, 1932–1936

##### Szamjutta-nikája
- Rhys Davids, C. A. E – Woodward, F.L.: The Book of Kindred Sayings. 5. kötet. London, 1917,1922, 1924, 1927, 1930

##### Khuddaka-nikája
- Carter, J.R.: Palihawandana, M.: The Dhammapada. New York – Oxford, 1987
- Cowell, E.B. és mások: The Játaka or Stories of the Buddha's Former Births. 3. kötet. London, 1981 (reprint)
- Horner, I.B.: Minor Anthologies. Vol. III. London, 1975
- Murcott, S.: The First Buddhist Women. Translation and Commentary on the Therítáthá. Berkeley, 1991
- Nárada Thera: The Dhammapada. London, 1954
- Norman, K.R.: Elders 'Verses. 2. kötet. London, 1969 és 1971
- Norman, K.R.: The Group of Discourses. Oxford, 1992
- Rhys Davids, C. A. F.: Psalms of the Early Buddhists. 2. kötet. London, 1909, 1937
- Saddhatissa, H.: The Sutta-nipáta. London, 1985
- Woodward, F.L.: Minor Anthologies. Vol. II. London, 1935 (reprint)

#### Abhidarma-pitaka
- Frauwallner, E.: The Earliest Vinaya and the Beginnings of Buddhist Literature. Rome, 1956
- Norman, K.R.: Pali Literature: Including the Canonical Literature in Prakrit and Sanskrit of All the Hínayána Schools. Wiesbaden, 1983
- Sangarakshita: The Eternal Legacy: An Introduction to the Canonical Literature of Buddhism. London, 1985
- Thich Minh Chau: The Chinese Madhyama Agama and the Pali Majjhima Nikaya: a Comparative Study. Delhi, 1991
- Thomas, E.J.: The History of Buddhist Thought. 2. kiadás. Lonon, 1951
- Wijayaratna, M.: Buddhist Monastic Life: According to the Texts of the Theravada Tradition. Cambridge, 1990

### Az Abhidharma

#### Théraváda
- Aung, S. Z. – Rhys Davids
- Law, B.C.: A Designation of Human Types. London, 1922
- Gombrich, Richard F. (1988; 6th reprint, 2002). Theravāda Buddhism: A Social History from Ancient Benares to Modern Colombo (London: Routledge). ISBN 0-415-07585-8
- Matthews, Bruce. Post-Classical Developments In The Concepts of Karma and Rebirth in Theravada Buddhism. In: Ronald W. Neufeldt (szerk.), "Karma and rebirth: Post-classical developments". SUNY (1986)
- Narada, U.: Discourse on Elements. London, 1962
- Rhys Davids, C.A.F.: Buddhist Psychological Ethics. London, 1974. 3. kiadás
- Thittila, U.: The Book of Analysis. London, 1969

#### Szarvásztiváda
- de La Vallée Poussin, L.: Abhidharmakosabhásyam. Angol ford.: L. M. Pruden. 4. kötet. Berkeley, California, 1988
- Govinda, Lama: The Psychological Attitude of Early Buddhist Philosophy. London, 1961
- Guenther, H.V.: Philosophy and Psychology in the Abhidharma. 2. kiadás. Berkeley, 1974
- Jaini, P.S.: Abhidharmadipa with Vighasaprabhavritti. Patna, 1959, (fontos és részletes bevezető)
- Nyanatiloka: Guide Through the Abhidhamma-Pitaka. 3. kiadás. Kandy, 1971
- Sastri, N. N.: Satyasiddhisástra of Harivarman. 2 kötet (angol fordítás). Baroda, 1978
- Stcherbatsky, T.: The Central Conception of Buddhism and the Meaning of the Word 'Dharma'. 4. kiadás. Delhi, 1970
- Watanabe, F.: Philosophy and Its Development in the Nikayas and Abhidhamma. Delhi, 1983

### Mahájána

#### A mahájána eredete
- Taranatha: History of Buddhism in India. Ford: L. Chimpa – D. Chattopadhyaya. Simla, 1970
- Dutt, N.: Gilgit Manuscripts. Vol. 1. Srinagar, 1939, 73-90. o. (összefoglaló)
- Gombrich, R.: "How the Mahayana began". Buddhist Forum: Seminar papars 1987-1988. Szerk: T. Skorupski. London, 1990, 21-30. o.
- Hardy, F.: "Mahyana Buddhism and Buddhist Philosophy". The World's Religions: The Religions of Asia. Szerk: F. Hardy. London, 1990, 627-637. o.
- Lamotte, E.: "Sur la formation du Mahayana". Siatica, Festschrift Friedrich Weller. Lipcse, 1954m 377.396. o.
- Schopen, G.: "Mahayana in Indian Inscriptions". IIJ 21 (1979), 1-19. o.
- Williams, Paul. Mahayana Buddhism: the doctrinal foundations. London: Routledge (1989). ISBN 0-415-02537-0

#### Mahájána szútrák
- Bimbaum, R.: The Healing Buddha. Boston, 1989, átdolgozott kiadás
- Cleary, T.: The Flower Ornament Scripture: A Translation of the Avatamsaka Sutra. 3. kötet. Boston, 1984, 1986, 1987
- Chang, G.C.C.: A Treasury of Mahayana Sutras: Selections from the Maharatnakuta Sutra. Pennsylvania – London, 1983
- Cleary, T.: Entry into the Realm of Reality: the Text: A Translation of the Gandavyuha, the Final Book of the Avatamsaka Sutra. Boston, 1989
- Conze, E.: The Short Prajnaparamita Texts. London, 1973
- Conze, E.: The Long Sutra on Perfect Wisdom. Delhi, 1979
- Emmerick, R. E.: The Sutra of Golden Light: Being a Translation of the Suvarnaprabhasottamasutra. 2. kiadás. Oxford, 1990
- Groot, J.J.M.: Le code du Mahayana en Chine. Amsterdam, 1893
- Harrison, P.: The Samadhi of Direct Encounter with the Buddhas of the Present. Tokyo, 1990
- Hurvitz, L. (ford): Scripture of the Lotus Blossom of the Fine Dharma: Translated from the Chinese of Kumarajiva. New York, 1976
- Lamotte, Étienne (ford. franciáról). Teaching of Vimalakirti, trans. Sara Boin, London: Pali Text Society, XCIII. o. (1976). ISBN 0-7100-8540-0
- Lin, L.: L'Aide-mémoire de la vraie loi. Paris, 1949
- Regamey, K: Three Chapters of the Samaedhiraja Sutra. New Delhi, 1990 (8., 9. és 22. fejezet)
- Ross Reat, N.: The Salistamba Sutra. Delhi, 1991
- Thomas, E.J.: The Perfection of Wisdom. London, 1952, 72-78. o.
- Thurman, Robert A. F. (ford). Holy Teaching of Vimalakirti: Mahayana Scripture. Pennsylvania State University Press (1976). ISBN 0-271-00601-3
- Watson, B. (ford): The Lotus Sutra. New York, 1993
- Yamamoto, Kosho (ford). The Mahayana Mahaparinirvana Sutra. (Nirvana Publications 1999-2000)

#### Bodhiszattva
- Batchelor, S. (ford.): A Guide to the Bodhisattva's Way of Life. Dharamsala, 1979 (a tibeti fordításból készült)
- Crosby, K. – Skilton, A. (ford): The Bodhicaryavatara. Oxford, 1995 (az eredeti szanszkrit szövegből fordítva)
- Nattier, Jan. A Few Good Men: The Bodhisattva Path according to The Inquiry of Ugra (Ugrapariprccha). University of Hawai'i Press (2003). ISBN 0-8248-2607-8
- Vessantara: Meeting the Buddhas: a Guide to Buddhas, Bodhisattvas, and Tantric Deities. Glasgow, 1993
- White, Kenneth. The Role of Bodhicitta in Buddhist Enlightenment Including a Translation into English of Bodhicitta-sastra, Benkemmitsu-nikyoron, and Sammaya-kaijo. The Edwin Mellen Press (2005). ISBN 0-7734-5985-5

#### Madhjamaka
- Inada, K.K. (ford): Nagarjuna, A Translation of His Mulamadhyamaka-karika with an Introductory Essay. Tokyo, 1970
- Lozang Jamspal Ngawang Samten Chopel – Santina, P.: Nagarjuna's Letter to King Gautamiputra. Delhi, 1978
- Lindtner, C.: Nagarjuniana: Studies in the Writings and Philosophy of Nagarjuna. Delhi, 1987
- Lopez, D.S.: A Study of Svatantrika. Ithaca, N.Y., 1987

#### Jógácsára
- Anacker, S. (ford): Seven Works of Vasubandhu. Delhi, 1984
- Griffiths, P. és mások (ford): The Realm of Awakening: A Translation and Study of the Tenth Chapter of Asana's Mahayanasamgraha. New York, 1989
- Mookerjee, S. – Nagasaki, H. (ford): The Pramanavarttikam of Dharmakirti. Patna, 1964, 1. fejezet
- Powers, J.: The Yogacara School of Buddhism: A Bibliography. Metuchen, N.J. – London, 1991
- Powers, J.: Hermeneutics and Tradition in the Samdhinirmocana Sutra. Leiden, 1993
- Rahula, W (ford): Le Compendium de la super-doctrine (Philosophie)(Abhidharmasamuccaya) d'Asanga. Paris, 1971
- Stcherbatsky, T. (ford): Madhyanta-Vibhaga: Discourse on Discrimination between Middle and Extremes Ascribed to Bodhisattva Maitreya. Calcutta, 1970
- Suzuki, D.T.: Studies in the Lankavatara Sutra. London, 1930
- Suzuki, D. T.: (ford): The Lankavatarna Sutra: A Mahayana Text. London, 1932

#### Tathágatagarbha
- Brown, B.E.: The Buddha Nature: A Study of the Tathagatagarbha and Alayavijnana. Delhi, 1990
- Hakeda, Y.: The Awakening of Faith. New York, 1967
- Holmes, K.: The Changeless Nature (The Mahayanottaratantra-sastra). 2. kiadás. Eskdalemuir, 1985
- Yamomoto, K.: The Mahayana Mahaparinirvana-Sutra. 3 kötet. Ube City, 1974

### A tantra és a vadzsrajána
- Dalai Lama – Hopkins, J. (ford): The Kalacakra Tantra. Rite of Initiation for the Stage fo Generation. London, 1985
- George, C.S. (ford): The Candamaharosanatantra. New Haven, 1974
- Kvaerne, P. (ford): An Anthology of Buddhist Tantric Songs. 2. kiadás. Bangkok, 1986
- Sopa, G.L. – Jackson, R. – Newman, J. (ford): The Wheel of Time: The Kalacakra in Context. Madison, Wisconsin, 1985
- Wayman, A. (ford): Chanting the Names of Manjusri. Boston, Mass., 1985

### Srí Lanka
- Adikaram, E.W.: Early History of Buddhism in Ceylon, Gunasena, Colombo, 1953
- Carter, John Ross: On Understanding Buddhists : Essays on the Theravada Tradition in Sri Lanka, Albany : State University of New York Press, 1993
- Carrithers, Michael B., The Forest Monks of Sri Lanka: An Anthropological and Historical Study, Oxford University, Delhi, 1983
- de Silva, K.M., A History of Sri Lanka, Hurst, London, 1981; University of California, Berkeley, 1981
- Evers, Hans Dieter, Monks, Priests and Peasants: A Study of Buddhism and Social Structure in Central Ceylon, Brill, Leiden, 1972
- Geiger, Wilhelm, Culture of Ceylon in Mediaeval Times, Harrassowitz, Wiesbaden, 1960
- Gombrich, Richard F., and Gananath Obeyesekere, Buddhism Transformed: Religious Change in Sri Lanka, Princeton University, Princeton, NJ, 1988
- Gombrich, Richard F., Precept and Practice: Traditional Buddhism in the Rural Highlands of Ceylon, Clarendon, Oxford, 1971
- Gombrich, Richard. F., Theravada Buddhism: A Social History from Ancient Benares to Modern Colombo, Routledge, London, 1988
- Gunawardana, R.A.L.H., Robe and Plough: Monasticism and Economic Interest in Early Mediaeval Sri Lanka, University of Arizona, Tuscon, 1979
- Ludowyk, Evelyn Fredrick Charles, The Footprint of the Buddha, Unwin, London, 1958
- Malalgoda, Kitsiri, Buddhism in Singalese Society, 1750-1900, University of California, Berkeley, 1976
- Rahula, Walpola, History of Buddhism in Ceylon: The Anuradhapura Period, Gunasena, Colombo, 1966
- Seneviratne, H. L.: The Work of Kings : The New Buddhism in Sri Lanka, Chicago, Ill. : University of Chicago Press, 1999
- Smith, Bardwel L., ed., Religion and the Legitimation of Power in Sri Lanka, Anima, Chambersburg, PA, 1978
- Smith, Bardwell L., The Two Wheels of Dhamma: Essays on the Theravada Tradition in India and Ceylon, American Academy of Religion, Chambersburg, 1972

- Southwold, Martin: Buddhism in Life : the anthropological study of religion and the Sinhalese practice of Buddhism, Manchester [Greater Manchester] ; Dover, N.H. : Manchester, University Press, c1983

### Kommentárok
- Ajahn Sucitto (2010). „Turning the Wheel of Truth: Commentary on the Buddha's First Teaching”, Kiadó: Shambhala.

### Délkelet-Ázsia
- Blofeld, John Eaton Calthorpe: Mahayana Buddhism in Southeast Asia. Singapore : D. Moore for Asia Pacific Press, 1971
- Coedès, George: The Making of Southeast Asia, Routledge, London, 1966 (1. kiadás, 1962)
- Coedès, George: The Indianized States of Southeast Asia, Australian National University, Canberra, 1975
- Hall, Daniel George Edward, A History of Southeast Asia, Macrnillan, London, 1981
- Lester, Robert C.: Theravada Buddhism in Southeast Asia, Ann Arbor : University of Michigan Press, 1973
- Ling, Trevor: Buddhist Trends in Southeast Asia, Singapore : Institute ofSoutheast Asian Studies, c1993
- Smith, Bardwell L.: Tradition and Change in Theravada Buddhism: Essays on Ceylon and Thailand in the 19th and 20th Centuries, Brill, Leiden, 1973
- Swearer, Donald K.: Buddhism and Society in Southeast Asia, Chambersburg, Pa. : Anima Books, c1981
- Luis O. Gómez és Hiram W. Woodward, Jr. Barabudur: History and Significance of a Buddhist Monument, Berkeley, Calif.: Asian Humanities Press, 1981
- Gómez, Luis O. és Hiram W. Woodward: Borobudur. History and Significance of a Buddhist Monument, University of California, Berkeley, 1981
- Hall, Daniel George Edward: A History of Southeast Asia, Macmillan, London, 1981
- Soekmono, J.G. de Dasparis és Dumarcay, Borobudur: Prayer in Stone, Thames and Hudson, London, 1990

#### Burma (Mianmar)
- Hall, Daniel George Edward, Burma, Hutchinson's, London, 1960
- Htin Aung, Folk Elements in Burmese Buddhism, Oxford University, London, 1962
- King, Winston Lee, A Thousand Lives Away: Buddhism in Contemporary Burma,. Camb. : Harvard U.P., 1964
- Mendelson, E. Michael, Sangha and State in Burma, Cornell University, Ithaca, NY, 1975
- Sarkisyanz, E., Buddhist Backgrounds of the Burmese Revolution, Nijhoff, The Hague, 1965
- Smith, Donald Eugene, Religion and Politics in Burma, Princeton University, Princeton, NJ, 1965
- Spiro, Melford. E., Buddhism and Society. A Great Tradition and its Burmese Vicissitudes, Unwin, London, 1971
- Than Tun: Essays on the History and Buddhism of Burma, Whiting Bay, Isle of Arran, Scotland : Kiscadale Publications, [1988?]

#### Kambodzsa
- Audric, John, Angkor and the Khmer Empire, Hale, London, 1972
- Briggs, Lawrence Palmer, The Ancient Khmer Empire, American Philosophical Society, Philadelphia, 1951
- Chandler, David P., A History of Cambodia, Westview, Boulder, 1992
- Chatterji, Bijan Raj, Indian Cultural Influence in Cambodia, University of Calcutta, Calcutta, 1964
- Coedès, George, Angkor: An Introduction, Oxford University, Hong Kong, 1963
- Dutt, Sukumar, Buddhism in East Asia, Bhatkal, Bombay, 1966 (pp. 87-102)
- Yang Sam, Khmer Buddhism and Politics from 1954 to 1984, Khmer Studies Institute, Newington, CT, 1987

#### Laosz
- Jumsai, M.L. Manich, History of Laos, Chalermnit, Bangkok, 1971
- Smith, Bardwell L., ed., Religion and the Legitimation of Power in Thailand, Laos and Burma, Anima, Chambersburg, PA, 1978
- Stuart-Fox, Martin: Buddhist kingdom, Marxist State : the making of modern Laos, Bangkok ; Cheney : White Lotus, 1996
- Viravong, Maha Sila, History of Laos, Paragon, New York, 1964

#### Thaiföld
- Anuman Rajadhon, Phraya: Popular Buddhism in Siam, and Other Essays on Thai Studies, Bangkok : Thai Inter-Religious Commission for Development & Sathirakoses Nagapradipa Foundation, 1986
- Bunnag, J., Buddhist Monk: Buddhist Layman: A Study of Urban Monastic Organization in Central Thailand, Cambridge University, Cambridge, 1973
- Gard, Richard: The Role of Thailand in World Buddhism, World Fellowship of Buddhists, Bangkok, 1971
- Ishii, Yoneo: Sangha, State and Society: Thai Buddhism in History, University of Hawaii, Honolulu, 1986
- Kamala Tiyavanich: Forest Recollections : Wandering Monks in Twentieth-Century Thailand, Honolulu : University of Hawai'i Press, c1997
- Rajadhon, Phya Anuman, Life and Ritual in Old Siam, HRAF Press, New Haven, CT, 1961
- Roscoe, Gerald: The Triple Gem : An Introduction to Buddhism, Chiang Mai : Silkworm Books, 1994
- Saapaisarl, Maneewan: Buddhism in Bangkok : The Roles of the Sangha in a Changing Society, Sydney : [s.n.], 1980
- Tambiah, Stanley J., Buddhism and the Spirit Cults in Northeast Thailand, Cambridge University, Cambridge, 1970
- Tambiah, Stanley J., World Conqueror World Renouncer: A Study of Buddhism and Polity in Thailand against a Historical Background, Cambridge University, Cambridge, 1976
- Wells, Kenneth E., Thai Buddhism: Its Rites and Activities, AMS, New York, 1982

#### Vietnám
- Dutt, Sukumar, Buddhism in East Asia: An Outline of Buddhism in the History and Culture of the Peoples of East Asia, Bhatkal, Bombay, 1966
- Gheddo, Piero, The Cross and the Bo-Tree: Catholics and Buddhists in Vietnam, Sheed and Ward, New York, 1970
- Minh Chi: Buddhism in Vietnam : from its origins to the 19th century. Hanoi : The Gioi, 1993
- Thien-an, Thich (= Rev.), Buddhism and Zen in Vietnam in Relation to the Development of Buddhism in Asia, Tuttle, Tokyo and Rutland, VT, 1975

### Közép-Ázsia
- Gaulier, Simone: Buddhism in Afghanistan and Central Asia, Leiden : Brill, 1976
- Litvinsky, Boris Anatolevitch: Outline History of Buddhism in Central Asia, Kushan Studies in the U.S.S.R. (53-132. o.), Indian Studies Past and Present, Calcutta, 1970
- Puri, Baij Nath: Buddhism in Central Asia, Motilal, Delhi, 1987
- Saha, Kshanika: Buddhism and Buddhist Literature in Central Asia, Mukhopadhyay, Calcutta, 1970

#### Nepál
- Gellner, David N: Monk, Householder, and Tantric Priest : Newar Buddhism and its Hierarchy of Ritual, Cambridge ; New York : Cambridge University Press, 1992
- Ortner, Sherry B., High Religion: A Cultural and Political History of Sherpa Buddhism, Princeton University, Princeton, NJ, 1989
- Ram, Rajendra, A History of Buddhism in Nepal, Motilal, Delhi, 1978
- Shakya, Min Bahadur, A Short History of Buddhism in Nepal, YMBA, Kathmandu, 1984

### Kína
- Ch'en, Kenneth K.S., Buddhism in China: A Historical Survey, Princeton University, Princeton, NJ, 1964
- Ch'en, Kenneth K.S., The Chinese Transformation of Buddhism, Princeton University, Princeton, NJ, 1973
- Dumoulin, Heinrich, Zen Buddhism: A History – Volume 1: India and China, Macmillan, New York, 1988
- MacInnis, Donald E., Religion in China Today: Policy and Practice, Orbis, Maryknoll, N.Y., 1989
- Overmeyer, Daniel L., Religions of China: The World as a Living System, Harper and Row, San Francisco, 1986
- Pachow, W.: Chinese Buddhism : Aspects of Interaction and Reinterpretation, Lanham, Md. : University Press of America, c1980
- Weinstein, Stanley, Buddhism under the T'ang, Cambridge University, Cambridge, MA, 1987
- Welch, Holmes, The Buddhist Revival in China, Harvard University, Cambridge, MA, 1968
- Welch, Holmes, The Practice of Chinese Buddhism: 1900-1950, Harvard University Press, Cambridge, MA, 1967
- Wright, Arthur R, Buddhism in Chinese History, Stanford University, Stanford, CA, 1971
- Yin Shun, Yeung H. Wing (ford). The Way to Buddhahood: Instructions from a Modern Chinese Master. Wisdom Publications (1998). ISBN 0-86171-133-5
- Zurcher, Erik, The Buddhist Conquest of China: The Spread and Adaptation of Buddhism in Early Medieval China, 2 vols., Brill, Leiden, 1972

### Korea
- Chun Shin-Yong (szerk): Buddhist Culture in Korea, Szöul : International Cultural Foundation, 1974
- Buswell, Robert E., The Korean Approach to Zen: The Collected Works of Chinul, University of Hawaii, Honolulu, 1983
- Chang, Byung-kil (= Pyong-gil), Religions in Korea, Korean Overseas Information Service, Seoul, 1984
- Chun, Shin-yong, ed., Buddhist Culture in Korea, Si-sa-yong-sa Publishers, Seoul, 1982
- Clark, Charles Allen, Religions of Old Korea, Garland, New York, 1981
- Grayson, James Huntley, Early Buddhism and Christianity in Korea, Brill, Leiden, 1985
- Grayson, James Huntley, Korea: A Religious History, Clarendon, Oxford, 1989
- Han, Woo-keun, The History of Korea, University of Hawaii, Honolulu, 1971
- Kim, Duk-Whang, A History of Religions in Korea, Daeji Moonwhasa, Seoul, 1988
- Lancaster, Lewis R. és Chai-shin Yu: Introduction of Buddhism to Korea, Asian Humanities Press, Berkeley, 1989
- Lewis R Lancaster (szerk): Introduction of Buddhism to Korea : New Cultural Patterns, Berkely , Calif.:Asia Humanities Press, 1989
- Lancaster, Lewis R., and Chai-shin Yu, Assimilation of Buddhism to Korea, Asian Humanities Press, Berkeley, 1989
- Lee, Ki-baik, A New History of Korea, Harvard Yenching Institute, Cambridge, MA, 1984

### Japán
- Bellah, Robert N., Tokugawa Religion: The Cultural Roots of Modern Japan, Free Press, New York, 1985
- Dobbins, James C., Jodo Shinshu: Shin Buddhism in Medieval Japan, Indiana University, Bloomington, 1989
- Dumoulin, Heinrich, Zen Buddhism: A History – Volume 2: Japan, Macmillan, New York, 1990
- Erhart, H. Byron, Japanese Religion: Unity and Diversity, Wadsworth, Belmont, CA, 1974 (1st ed., Belmont, 1969)
- Hanayama, Shinsho, A History of Japanese Buddhism, Bukko Dendo Kyokai, Tokyo, 1960
- lchiro, Hori, et al., eds., Japanese Religion: A Survey by the Agency for Cultural Affairs, Kodansha, Tokyo, 1972
- Matsunaga, Daigan and Alicia, Foundation of Japanese Buddhism, 2 vols., Buddhist Books International, Los Angeles and Tokyo, 1974
- Nakamura, Hajime: A History of the Development of Japanese Thought from A.D. 592 to 1868, 2 vols., Kokusai Bunka Shinkokai, Tokyo, 1969
- Saunders, E. Dale (Ernest Dale): Buddhism in Japan, with an outline of its origins in India, Westport, Conn. : Greenwood Press, 1977
- Ito, Shinjo. Shinjo:Reflections. Somerset Hall Press (2009). ISBN 1-935244-00-0

### Tibet
- Batchelor, Stephen: The Jewel in the Lotus : a guide to the Buddhist traditions of Tibet, London : Wisdom Publications ; Longmead, Shaftesbury, Dorset : Distributed by Element Books, 1987
- Melvyn C. Goldstein és Matthew T. Kapstein (szerk): Buddhism in Contemporary Tibet : Religious Revival and Cultural Identity, Berkeley : University of California Press, c1998
- Chattopadhyaya, Alaka, Atisa and Tibet, Indian Studies Past and Present, Calcutta, 1967
- Goleman, Daniel (2008). Destructive Emotions: A Scientific Dialogue with the Dalai Lama. Bantam. Kindle Edition
- Dargyay, Eva, The Rise of Esoteric Buddhism in Tibet, Motilal, Delhi, 1977
- Dowman, Keith: The Sacred Life of Tibet, London : Thorsons, 1997
- Hoffmann, Helmut, The Religions of Tibet, Macmillan, New York and London, 1961
- Kapstein, Matthew: The Tibetan Assimilation of Buddhism : Conversion, Contestation, and Memory, New York : Oxford University Press, 2000
- Krishna Murthy, K: Buddhism in Tibet, Delhi : Sundeep Prakashan, 1989
- Pinburn, Sidney (2001). „The Dalai Lama: Policy of Kindness”, Kiadó: Snow Lion.
- Norbu, Thubten and Colin M. Turnbull, Tibet, Simon and Schuster, New York, 1968; Penguin (Pelican), U.K., 1972
- Powers, John: Introduction to Tibetan Buddhism, Ithaca, N.Y., USA : Snow Lion Publications, 1995
- Richardson, Hugh E., Tibet and its History, Oxford University, London, 1962 (also published as A Short History of Tibet, Dutton, New York, 1962)
- Samuel, Geoffrey: Civilized shamans : Buddhism in Tibetan Societies, Washington DC : Smithsonian Institution Press, 1993
- Smith, E. Gene (Ellis Gene): Among Tibetan Texts : History and Literature of the Himalayan Plateau, Boston : Wisdom Publications, c2001
- Snellgrove, David L., and Hugh E. Richardson, A Cultural History of Tibet, Weidenfeld and Nicholson, London, 1968; Praeger, New York, 1968; Prajna, Boulder, 1980
- Snellgrove, David L., Indo-Tibetan Buddhism: Indian Buddhists and their Tibetan Successors, Serindia, London, ; Shambhala, Boston, 1987
- Stein, R.A., Tibetan Civilization, Faber, London 1972; Stanford University, Stanford, 1972
- Tucci, Giuseppi, The Religions of Tibet, Routledge, London, 1980; University of California, Berkeley, 1980

### Mongólia
- Grousset, René, The Empire of the Steppes: A History of Central Asia Rutgers University, New Brunswick, NJ, 1970
- Heissig, Walther, The Religions of Mongolia, University of California, Berkeley, 1979
- Hyer, Paul, and Sechin Jagchid, A Mongolian Living Buddha, State University of New York, Albany, NY, 1983
- Jagchid, Sechin, and Paul Hyer, Mongolia's Culture and Society, Westview, Boulder, 1979
- Moses, Larry William, The Political Role of Mongolian Buddhism, Indiana University, Bloomington, 1977

### Buddhizmus Nyugaton
- Goldstein, Joseph (2002). „One Dharma: The Emerging Western Buddhism”, Kiadó: HarperCollins.
- Adam, Enid és Philip J. Hughes: The Buddhists in Australia, Canberra : Australian Govt. Pub. Service, 1996
- Almond, P. C. (Philip C.): The British Discovery of Buddhism, Cambridge ; Melbourne : Cambridge University Press, 1988
- Batchelor, Stephen: The Awakening of the West : the Encounter of Buddhism and Western culture, 542 BCE-1992, London : Thorsons, 1995
- Brian D. Hotchkiss (szerk): Buddhism in America, Rutland, Vt. : C. E. Tuttle, 1998
- Karma Lekshe Tsomo (szerk): Buddhism Through American Women's Eyes, Ithaca, N.Y. : Snow Lion Publications, 1995
- Croucher, Paul, History of Buddhism in Australia (1848-1988), New South Wales University Press , 1989
- de Jong, J. W., A Brief History of Buddhist Studies in Europe and North America, Bharat-Bharati, Varanasi, India, 1976 (reprinted from The Eastern Buddhist, vol. 7, 1974); updated ed. (covering also 1973-83), Sri Satguru, Delhi, 1986

- Donath, Dorothy C. (1971): Buddhism for the West: Theravada, Mahayana and Vajrayana; a comprehensive review of Buddhist history, philosophy, and teachings from the time of the Buddha to the present day, New York, Julian Press
- Charles S. Prebish és Kenneth K. Tanaka: Faces of Buddhism in America, Berkeley : University of California Press, c1998
- Fields, R. (1992): How the Swans Came to the Lake: A Narrative History of Buddhism in America, Shambhala, Boston and London
- Humphreys, Christmas (1968). Sixty Years of Buddhism in England (1907-1967), Buddhist Society, London
- Hunter, Louise H: Buddhism in Hawaii; its impact on a yankee community, Honolulu, University of Hawaii Press, 1971
- Mackenzie, Vicki (2001). Why Buddhism? : Westerners in Search of Wisdom, St. Leonards, N.S.W. : Allen & Unwin, 2001
- Numrich, Paul David (1996). Old Wisdom in the New World : Americanization in Two Immigrant Theravada Buddhist Temples, Knoxville : University of Tennessee Press
- Oliver, Ian P (1979). Buddhism in Britain, London : Rider, 1979
- Prebish, Charles S (1999). Luminous Passage : the Practice and Study of Buddhism in America, Berkeley : University of California Press
- Charles S. (2002). Westward Dharma : Buddhism Beyond Asia, Los Angeles.: University of California, 2002